# Gmina Ejby
Gmina Ejby (duń. Ejby Kommune) była w latach 1970-2006 (włącznie) jedną z gmin w Danii w okręgu Fionii (Fyns Amt). 
Siedzibą władz gminy było miasto Ejby. 
Gmina Ejby została utworzona 1 kwietnia 1970 na mocy reformy podziału administracyjnego Danii. Po kolejnej reformie w 2007 r. weszła w skład nowej gminy Middelfart.

## Dane liczbowe
- Liczba ludności: (♀ 5066 + ♂ 4980) = 10 046
  - wiek 0-6: 8,6%
  - wiek 7-16: 14,0%
  - wiek 17-66: 62,7%
  - wiek 67+: 14,7%
- zagęszczenie ludności: 62,0 osób/km² (2004)
- bezrobocie: 4,4% osób w wieku 17-66 lat
- cudzoziemcy z UE, Skandynawii i USA: 104 na 10 000 osób
- cudzoziemcy z krajów Trzeciego Świata: 168 na 10 000 osób
- liczba szkół podstawowych: 5 (liczba klas: 72)